# Massa e Cozzile
Massa e Cozzile è un comune italiano sparso di 7 740 abitanti della provincia di Pistoia in Toscana.

## Geografia fisica
Il comune si trova nella parte centrale della Valdinievole e occupa per lo più un territorio collinare di origine paludosa, alternata ad alte montagne. Comprende i borghi di Massa, Cozzile, Vacchereccia, Le Molina e Vangile. Nella parte pianeggiante sorgono i centri di Margine Coperta, Bruceto, Traversagna e Biscolla, si tratta di insediamenti di sviluppo relativamente recente dove però è concentrata gran parte della popolazione del Comune.
Nella frazione di Margine Coperta (condiviso con il comune di Buggiano) è presente il grande Parco di Villa Ankuri, che ospita la Villa Belvedere Ankuri-Pucci, ceduta nel 1931 alla provincia e da allora tramutata in centro USL, sono poi presenti altri parchi minori sparsi, tutti intitolati a persone d'importanza: David Sassoli (Margine Coperta), Giulio Stefanelli (Traversagna), Mario Bonelli.
Massa dista 5 chilometri dal centro di Montecatini Terme. È un bel borgo medievale di 300 abitanti a 223 metri sul livello del mare. È circondato da uliveti e castagneti e gode di un clima mite in tutte le stagioni.
Cozzile, a tre chilometri di distanza, è noto per il suo castello ben conservato. Dalla sua posizione altimetrica, nelle giornate particolarmente limpide, si possono vedere tutte le dieci province della Toscana.
Dalla passeggiata di "Sottolemura", Massa offre un suggestivo panorama della Valdinievole, con la città di Montecatini a sud e i borghi di Colle e Buggiano a est. A sud-est è visibile la catena dei Monti pisani, con il Monte Serra che nelle giornate di sole assicura tramonti degni di un quadro.
Il comune è attraversato da due principali corsi d'acqua: il rio Gamberaio e il rio dei Parenti, che a seguito si uniscono e arrivano in Padule; accanto a Vangile passa anche il torrente Borra, che continua la sua strada a Montecatini.
- Classificazione sismica: zona 3 (sismicità bassa), Ordinanza PCM 3274 del 20/03/2003
- Classificazione climatica: zona E, 2509 GG
- Diffusività atmosferica: media, Ibimet CNR 2002

## Origini del nome
Massa deriva dal latino Massă che nell'antichità si riferiva a una tenuta agricola o un possedimento fondiario, e nel Medioevo ha assunto il significato di feudo o castello fortificato (questa è la stessa etimologia di Massa in provincia di Massa e Carrara).
Non è conosciuta l'etimologia di Cozzile, ma molto probabilmente si tratta di un toponimo locale.
Per quanto riguarda le frazioni, la dizione "Margine Coperta" deriva dal fatto che è situata al margine dei rilievi dove si situano Massa e Cozzile ed anticamente era "coperta" da un bosco paludoso, o forse il nome ha a che fare con la via Lucchese che attraversa interamente la frazione. Traversagna deriva da un idronimo inerente a un fosso o una via che la attraversa.
Vangile e Vacchereccia prendono il nome delle strade principali che le attraversano (il cui nome è il medesimo). Va comunque ricordato che i toponimi delle frazioni risalgono ad un periodo relativamente recente e sono nati da consuetudini degli abitanti.

## Storia
In epoca preistorica, la moderna regione di Massa e Cozzile era abitata da piccoli insediamenti di cui non rimane alcuna traccia, di seguito divenne contesa tra Liguri (che vivevano a nord dell'Arno) ed Etruschi, che dai primi furono cacciati e dovettero risalire sulla sponda opposta del fiume.
Anche i Romani, vinti gli Etruschi, si dovettero scontrare con i Liguri per il controllo dei territori e man mano che avanzavano, i veterani legionari si stabilivano nelle regioni conquistate, inclusa l'odierna Massa; proprio sul territorio passava l'antica Via Cassia, che collegava Roma a Luni.
Lo stabilimento di Massa nacque in questo contesto, avendo le proprie origini in un'antica azienda agraria del IV o III secolo a.C., in corrispondenza delle antiche colonie di legionari, oggi di esso rimane solamente il Catrio, ovvero le antiche porte di cui ne rimangono in piedi solo due, la prima menzione della pieve di Massa si ritrova in un testamento del 976 d.C.
Durante l'Alto Medioevo, finì nelle mani di un'antica famiglia feudale di origini arimanne (i Signori da Buggiano), il loro territorio fungendo da zona cuscinetto tra il Padule Longobardo e la regione di Pistoia Bizantina; Massa entrerà a far parte della sfera d'influenza Lucchese.
Tra fine XIII e inizio XIV secolo Massa (nota come Massa Valdinievole) si tramutò in comune rurale, deponendo i signori buggianesi ma rimanendo sempre sotto influenza lucchese, ed è a questo periodo che risale la fondazione del Castello di Cozzile e di conseguenza la doppia denominazione tuttora usata.
Massa conquisterà in seguito dai pistoiesi anche il castello di Verruca (storicamente Castra), però gli abitanti abbandoneranno il castello trasferendosi in Cozzile; Verruca è rappresentata sullo stemma di Massa e Cozzile dalla Croce greca.

Stemma della podesteria di Buggiano.

A seguito della morte di Castruccio Castracani nel 1328, Lucca perse la propria influenza sull'intera Valdinievole e infatti molti territori tra cui Massa e Cozzile finirono sotto il controllo fiorentino ma, grazie alla posizione strategica il comune riuscì ad acquisire svariati privilegi e si formò una podesteria pressoché indipendente, tenendo tale status fino alle riforme di Pietro Leopoldo, quando la podesteria Massese-Cozzilese fu unita a quella Buggianese, che controllava quasi tutta la Valdinievole.
Con la Restaurazione e con il Risorgimento poi, Massa e Cozzile si tramutò in comune vero e proprio, all'inizio sotto la giurisdizione del Compartimento di Pistoia (poi unito con quello di Firenze), della Provincia di Lucca e infine nel 1928 passò alla neonata Provincia di Pistoia, durante il XX secolo si ha lo sviluppo di Massa e Cozzile, e in particolare di Margine Coperta, che passa da zona rurale a zona altamente urbana nel giro di decenni (1940-1980).
Nel 1944, durante le resistenza italiana, un gruppo di tedeschi fecero saltare in aria il ponte sul torrente Borra, lì tolsero la vita a un locale operaio di Margine, Aladino Sabatini, al quale verrà intitolata la via che collega Margine Coperta a Traversagna (che inizia davanti a quella che era la sua abitazione).

### Simboli
Lo stemma e il gonfalone del comune di Massa e Cozzile sono stati concessi con decreto del presidente della Repubblica dell'11 giugno 1997.
Il gonfalone è un drappo di rosso.

Bandiera di Massa e Cozzile

La bandiera, concessa con decreto del presidente della Repubblica del 18 marzo 2020, è un drappo tagliato di bianco e di rosso, caricato dello stemma comunale.

## Monumenti e luoghi d'interesse

### Architetture religiose
- Chiesa di San Jacopo Maggiore, nella frazione di Cozzile
- Chiesa di Santa Maria Assunta, nel capoluogo di Massa
- Chiesa del Suffragio, nel capoluogo Massa
- Chiesa di Santa Rita, nella frazione di Margine Coperta
- Santuario di Croci, nella località di Croci
- Chiesa di San Sebastiano e San Rocco, nella frazione di Vangile
- Chiesa della Santissima Trinità, nella frazione di Traversagna

### Altri Luoghi d'interesse
- Villa Belvedere Ankuri-Pucci, dal 1978 Centro USL, nella frazione di Margine Coperta
- Polisportiva Massa e Cozzile, nella frazione di Margine Coperta
- Museo di San Michele, nel capoluogo Massa
- Porta ai Campi, nel capoluogo Massa
- Palazzo Pretorio, nel capoluogo Massa
- Castello di Cozzile, nella frazione di Cozzile
- Ex-pastificio Maltagliati (1848-2004), dal 2024 punto vendita Eurospin[13], nella frazione di Margine Coperta
- Centro Commerciale Ipercoop "Montecatini" (di Unicoop Firenze), nella località di Biscolla
- Vista Panoramica, nel capoluogo di Massa
- Ex-fabbrica Macolive (1985-2015) ora in vendita, nella località di Biscolla
- Villa Pasquini, ora chiusa, nella località di Vacchereccia
- Oleificio Sociale Valdinievole, nella frazione di Vangile
- Istituto Comprensivo Statale "Bernardo Pasquini", nella frazione di Margine Coperta
- Villa Gusci, ora privata, nella frazione di Traversagna
- Ponte di Barano, nella località di Querceto

### Aree Naturali
- Parco Villa Ankuri, nella frazione di Margine Coperta
- Parco David Sassoli, nella frazione di Margine Coperta[14]
- Parco Giulio Stefanelli, nella frazione di Traversagna
- Parco Mario Bonelli, nella frazione di Margine Coperta
- Parco Francesco Zei, nella frazione di Margine Coperta
- Parco Patrizia Pecorini, nella frazione di Margine Coperta
- Parco Emanuela Loi, nella frazione di Biscolla
- Parco Marco Pantani, nella frazione di Vangile[15]
- Parco Giovanna Cecconi, nel capoluogo Massa

## Società

### Evoluzione demografica
Abitanti censiti

### Etnie e minoranze straniere
Secondo i dati ISTAT al 31 dicembre 2009 la popolazione straniera residente era di 733 persone. Le nazionalità maggiormente rappresentate in base alla loro percentuale sul totale della popolazione residente erano:
- Romania 264 (3,35%)
- Albania 221 (2,80%)

## Geografia antropica

### Frazioni
All'interno del territorio comunale di Massa e Cozzile si contano cinque frazioni:
- Massa (sede comunale)
- Cozzile
- Margine Coperta
- Traversagna
- Vangile

### Altre località del territorio
- Croci
- Le Molina
- Vacchereccia
- Bruceto
- Verruca
- Biscolla
- Mortineto

Tra le altre località minori si ricordano quelle di Mazzalucchio, Passerine, Tomboli, Tregiaie, Tregiaiole, Querceto, Costa, Trito, Ricciolina, Fondaccio, Bruni, Case Sparse e altre.

## Economia
Massa e Cozzile trae il suo reddito principalmente dal settore alimentare, manifatturiero, commerciale e (sebbene in modo minore) da quello dell'agriturismo, nonostante la modesta presenza di servizi pubblici; il principale insediamento commerciale si trova nella zona Biscolla-Traversagna.
Gode inoltre di turismo, grazie alla vicinanza di Montecatini Terme e gli altri comuni valdinievolini.

## Infrastrutture e trasporti
Massa e Cozzile è collegata a Pistoia mediante autocorse CTT Nord che transitano sulla ex strada statale 435 Lucchese (via Primo Maggio); nel comune passano anche la strada provinciale 29 (via Vangile/via Colligiana) e la strada statale 436 Mammianese-Marlianese (via Mammianese), per quanto riguarda il trasporto pubblico il comune è attraversato principalmente dalla Linea 703 (Autolinee Toscane), che viaggia da Montecatini a Pescia.
Le località di Massa e Cozzile sono tutte collegate da percorsi organizzati dal comune, come la Strada dell'Olio (Borghi e Castelli della Valdinievole) che attraversa le principali località di Massa e Cozzile, Buggiano e Uzzano.
Il comune è anche attraversato dall'Autostrada A11 (Firenze-Mare), la ferrovia Firenze-Lucca ed è una tappa del Cammino di San Jacopo.
Fino al 1938 la località era attraversata dalla tranvia Lucca-Monsummano, che svolgeva servizio passeggeri e merci.

## Amministrazione
Di seguito è presentata una tabella relativa alle amministrazioni che si sono succedute in questo comune.
| Periodo        | Periodo        | Primo cittadino   | Partito                                                                     | Carica  | Note   |
| -------------- | -------------- | ----------------- | --------------------------------------------------------------------------- | ------- | ------ |
| 1944           | 1946           | Francesco Martini | CLN                                                                         | Sindaco |        |
| 1946           | 1964           | Francesco Martini | Partito Socialista Italiano di Unità Proletaria/Partito Socialista Italiano | Sindaco |        |
| 1964           | 1975           | Angiolo Ferretti  | Partito Comunista Italiano                                                  | Sindaco |        |
| 1975           | 1985           | Mario Bonelli     | Partito Comunista Italiano                                                  | Sindaco |        |
| 24 giugno 1985 | 7 giugno 1990  | Franco Nardini    | Partito Comunista Italiano                                                  | Sindaco | [ 18 ] |
| 11 giugno 1990 | 24 aprile 1995 | Franco Nardini    | Partito Democratico della Sinistra, Partito Comunista Italiano              | Sindaco | [ 18 ] |
| 24 aprile 1995 | 14 giugno 1999 | Franco Nardini    | Progressisti                                                                | Sindaco | [ 18 ] |
| 14 giugno 1999 | 14 giugno 2004 | Franco Nardini    | centro-sinistra                                                             | Sindaco | [ 18 ] |
| 14 giugno 2004 | 8 giugno 2009  | Roberto Zonefrati | centro-sinistra                                                             | Sindaco | [ 18 ] |
| 8 giugno 2009  | 26 maggio 2014 | Massimo Niccolai  | centro-sinistra                                                             | Sindaco | [ 18 ] |
| 26 maggio 2014 | in carica      | Marzia Niccoli    | centro-sinistra: Massa e Cozzile insieme                                    | Sindaco | [ 18 ] |

### Gemellaggi
- Judenburg
- Bir Ganduz

## Sport
Massa e Cozzile detiene una squadra di pallacanestro, la ASD Basket Massa e Cozzile, affiliata alla UISP, la quale si allena nell'apposita Polisportiva Massa e Cozzile, al PalaTenda; adiacente ad esso è presente il PalaBrizzi e i susseguenti campi da calcio del Centro Sportivo, l'intero complesso è intitolato a Renzo Brizzi, assessore comunale che ne vide la costruzione nel 1982, sono anche presenti dei campi da tennis in mano alla ASD Green Tennis.
La ASD Basket Massa e Cozzile è diventata famosa per essere tra le associazioni che più si dedicano ai giovani, esordiendo in campo nazionale nei primi 2000 e vincendo nel 2006 lo scudetto Under-14 della Serie B d'Eccellenza, esiste poi la Nico Basket Massa e Cozzile (sezione femminile) e la Madras Massa e Cozzile, confluita nel 2002 nella RB Montecatini Terme.
I campi da calcio del Centro Sportivo di Margine Coperta sono serviti, lungo il tempo, come centro di formazione per Atalanta, Juventus, Milan e Sampdoria, tra gli allenatori del Centro c'è stato Antonio Bongiorni, che ha formato moltissimi giocatori di calcio anche nazionale come ad esempio Ighli Vannucchi, Matteo Gentili, Giampaolo Pazzini, Riccardo Montolivo, Giacomo Bonaventura e altri. La squadra locale, Polisportiva Margine Coperta, milita in Terza Categoria, ma aveva precedentemente raggiunto la Seconda Categoria e nella stagione 2012-2013 aveva vinto il campionato nazionale Under-15 (Giovanissimi Dilettanti).
Verso il confine con Montecatini è presente una Palestra karate Shotokan, gestita dalla ASD Karate Kwai Montecatini.

## Cultura
Nel territorio comunale sono spesso organizzati eventi e feste paesane nelle varie località, ad esempio varie mostre ed incontri culturali (di solito nel museo San Michele) di genere artistico-storico oppure le feste di Vangile, Croci e la sagra del Pane Toscano DOP a Villa Ankuri (sebbene quest'ultima in gran parte nel territorio buggianese).
Si ricorda infine l'istituto comprensivo Bernardo Pasquini, ormai rinomato per gli eventi che organizza o a cui prende parte, riconosciuti a livello provinciale e spesso in collaborazione con l'ELAN Frantoio di Fucecchio e la regista Firenza Guidi.

## Galleria d'immagini

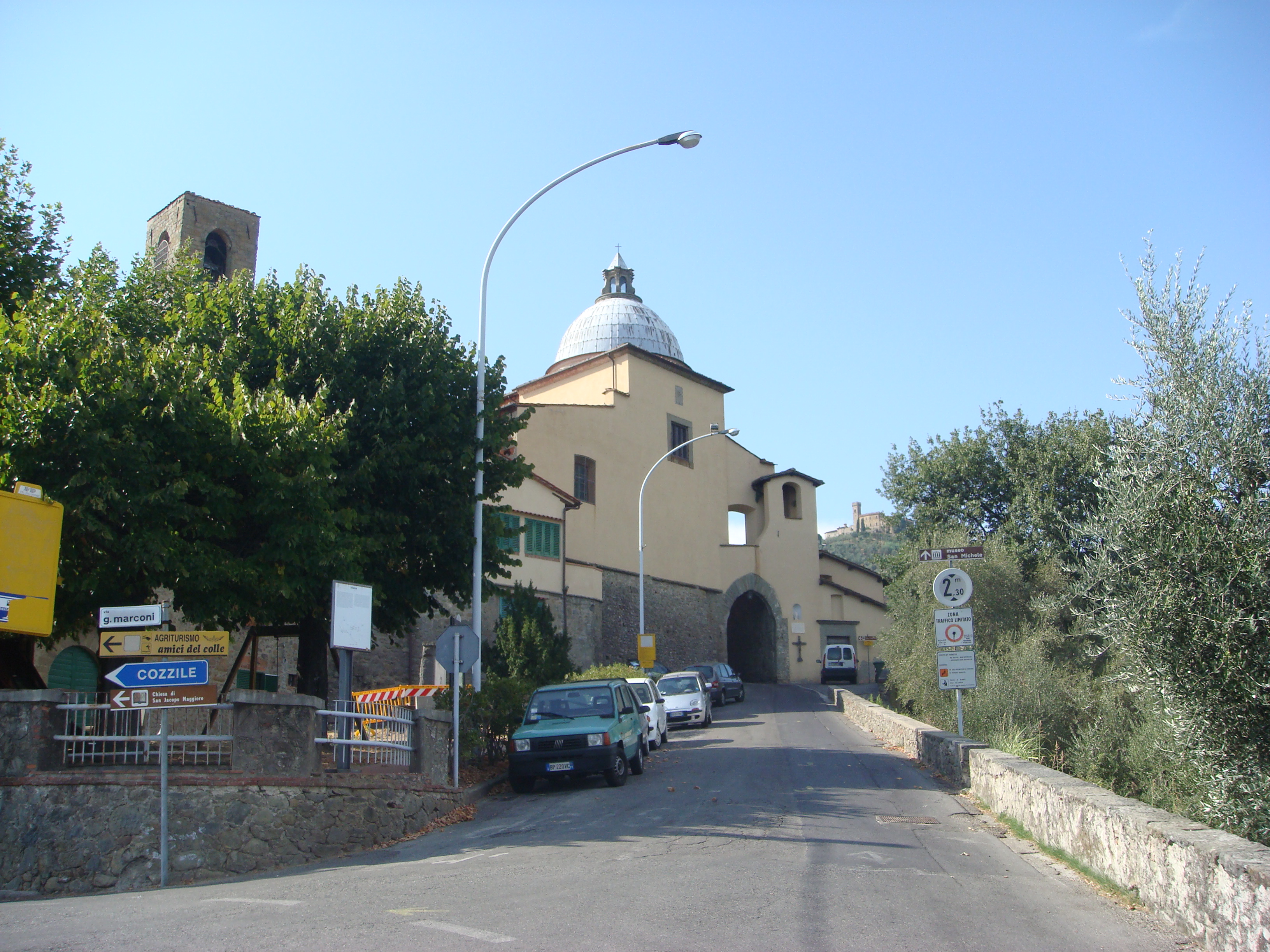
Massa e Cozzile – Porta ai Campi
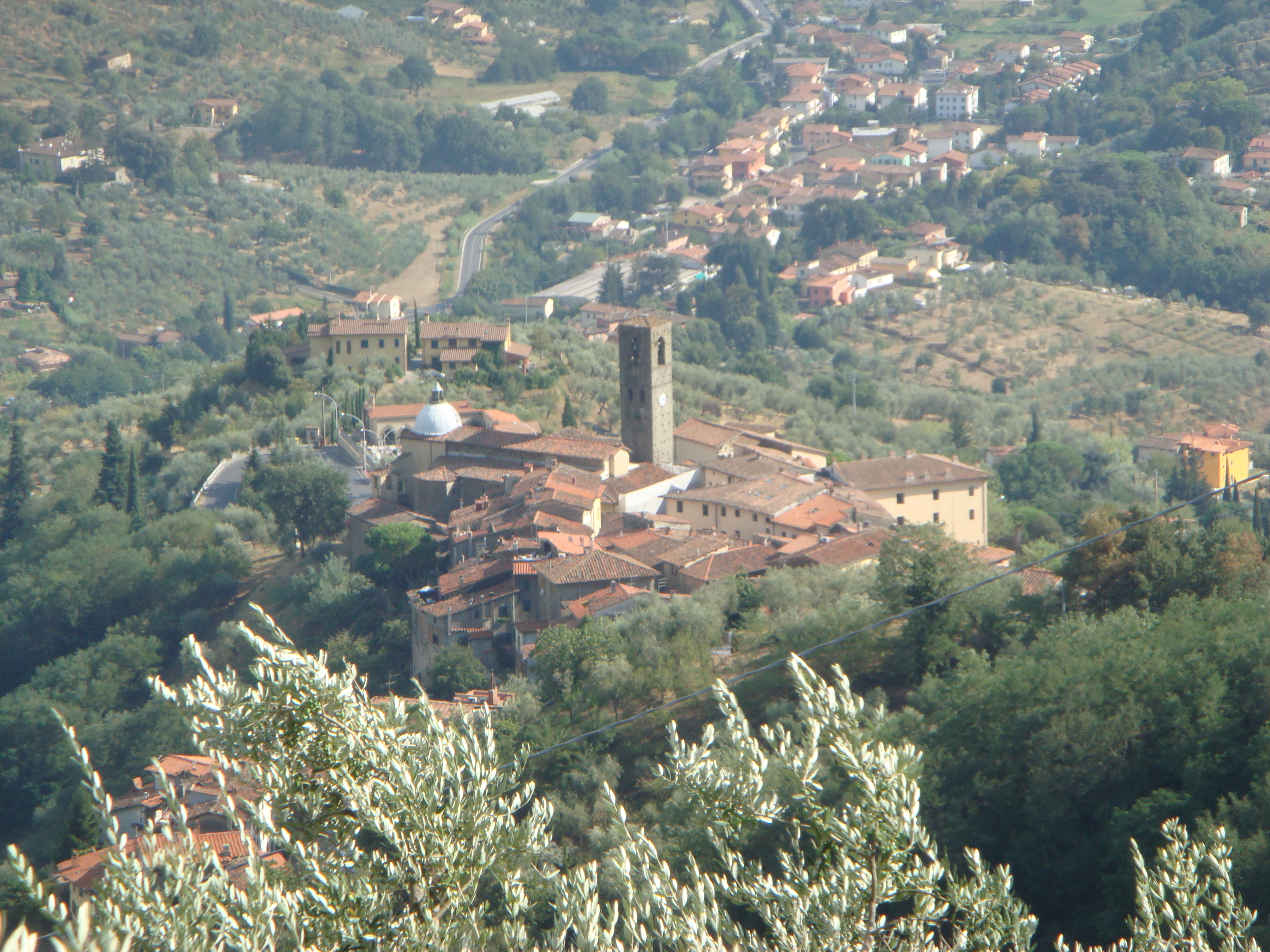
Massa e Cozzile – Panorama
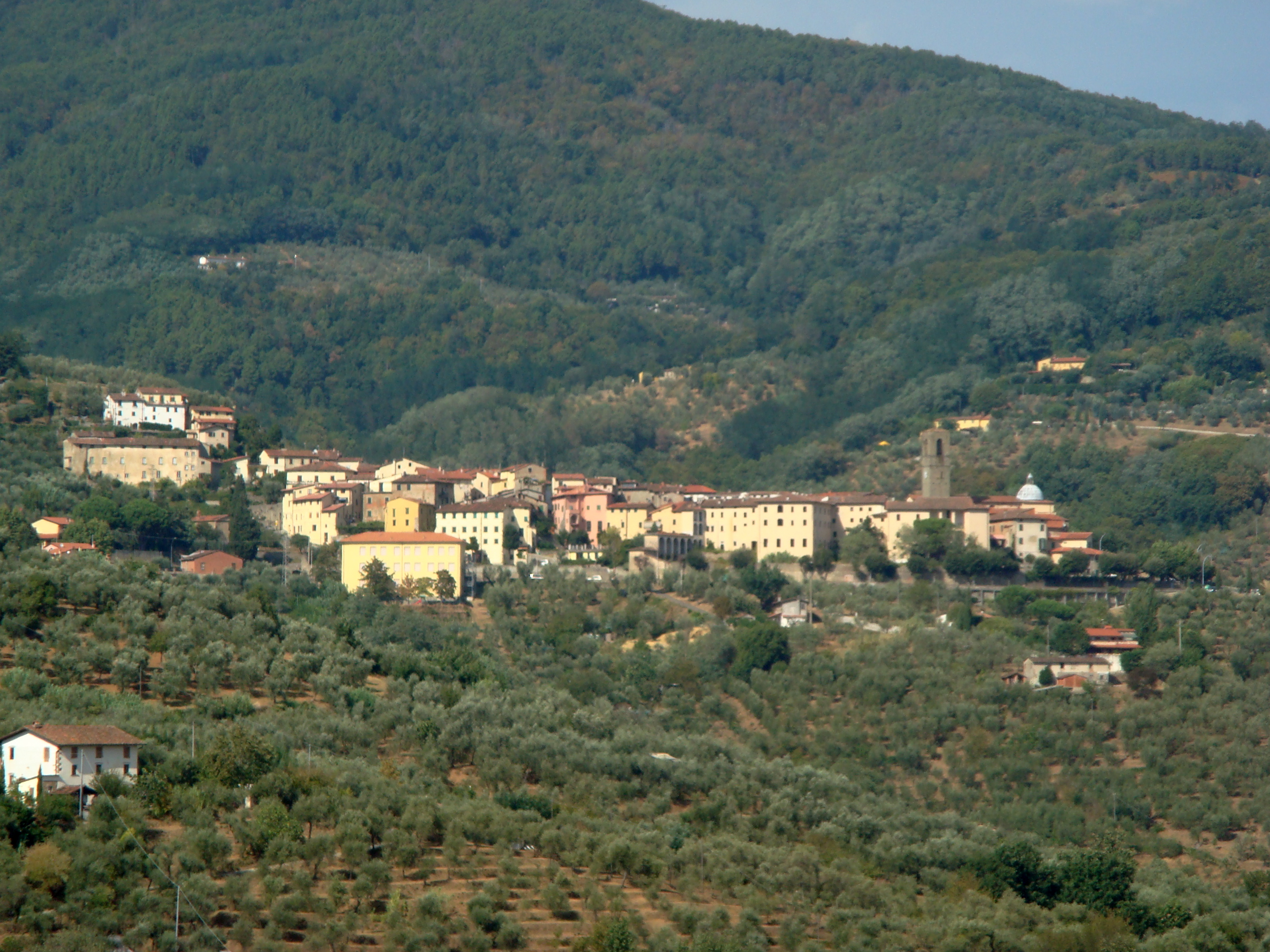
Panorama di Massa
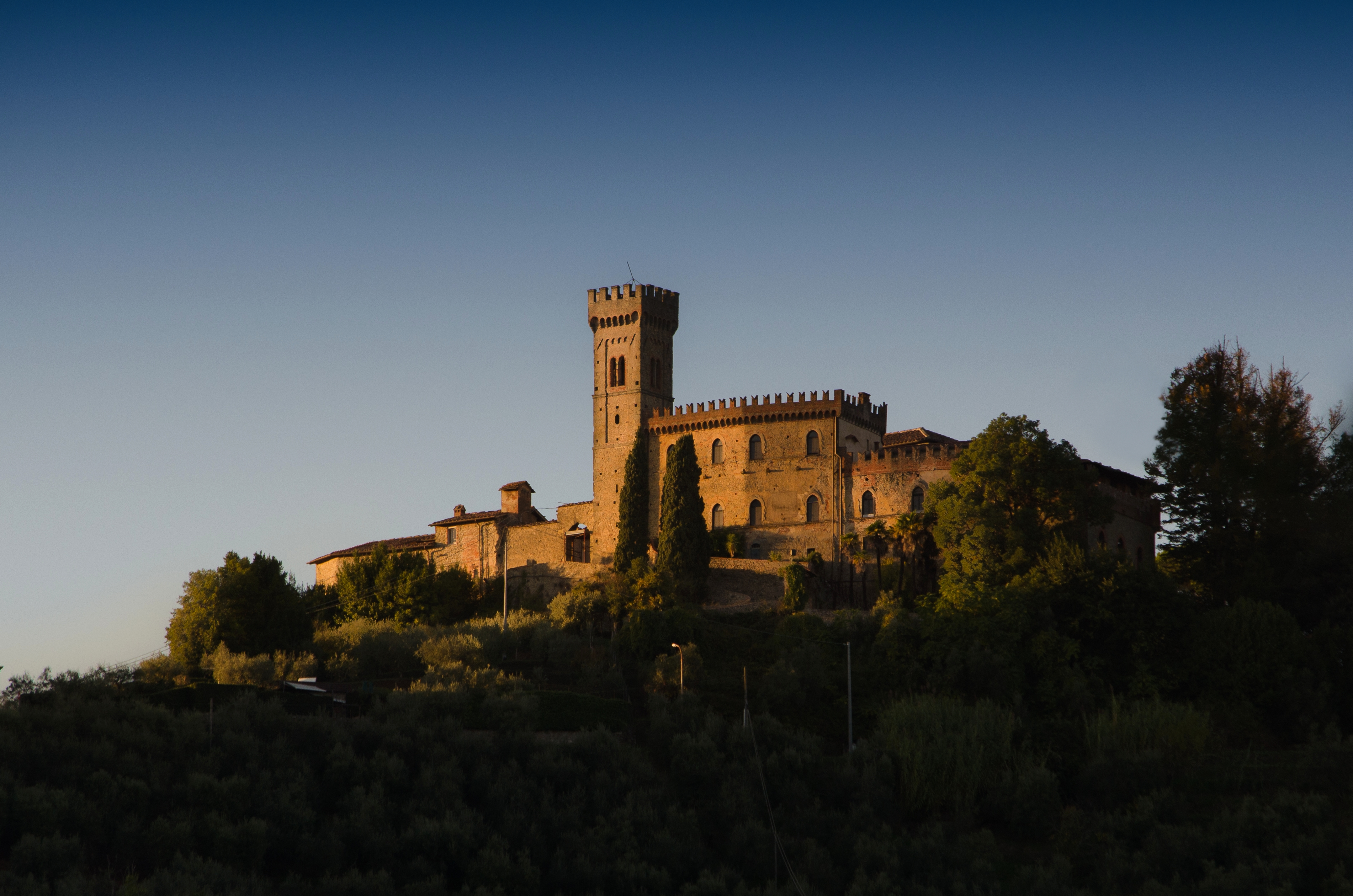
Castello di Cozzile
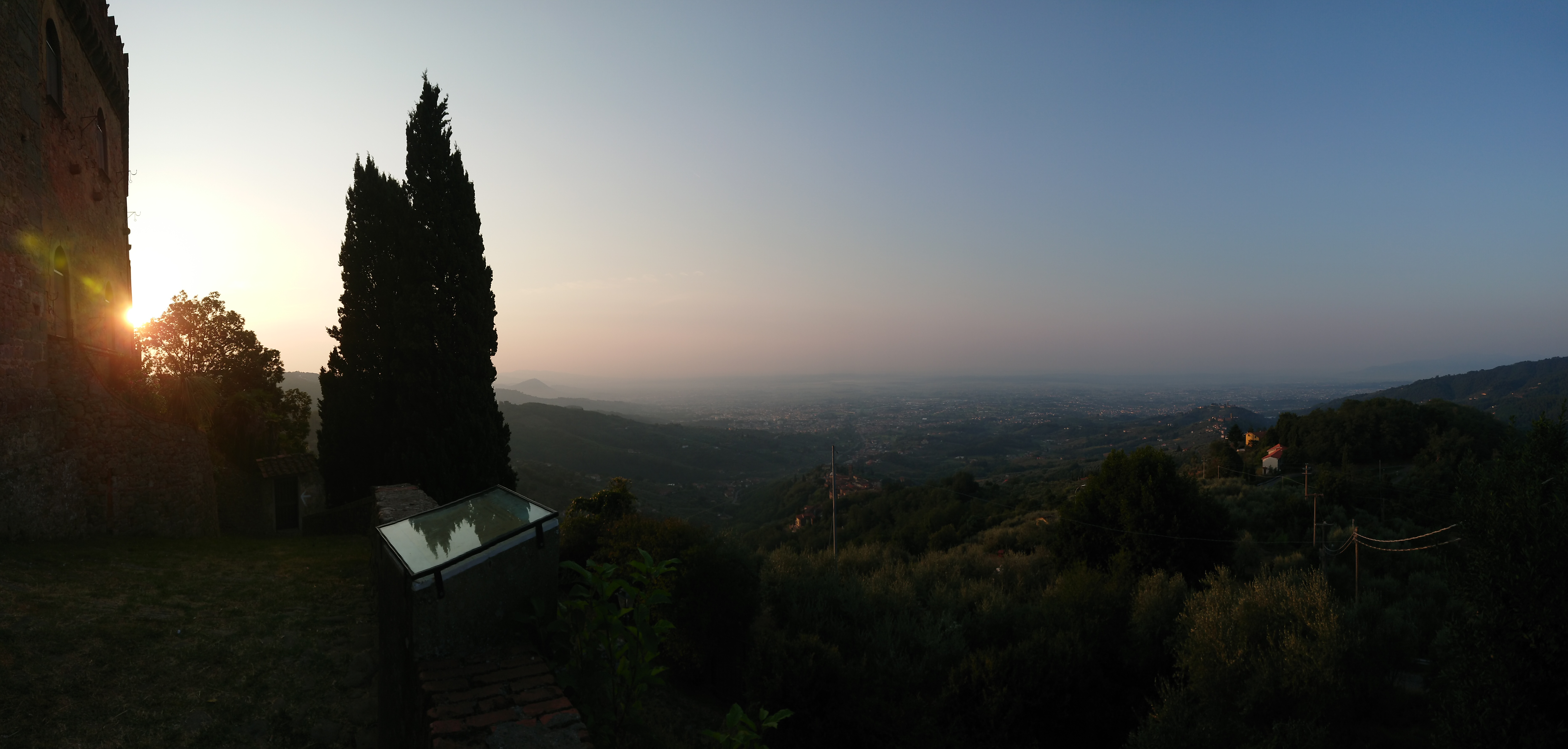
Castello di Cozzile – Vista Panoramica
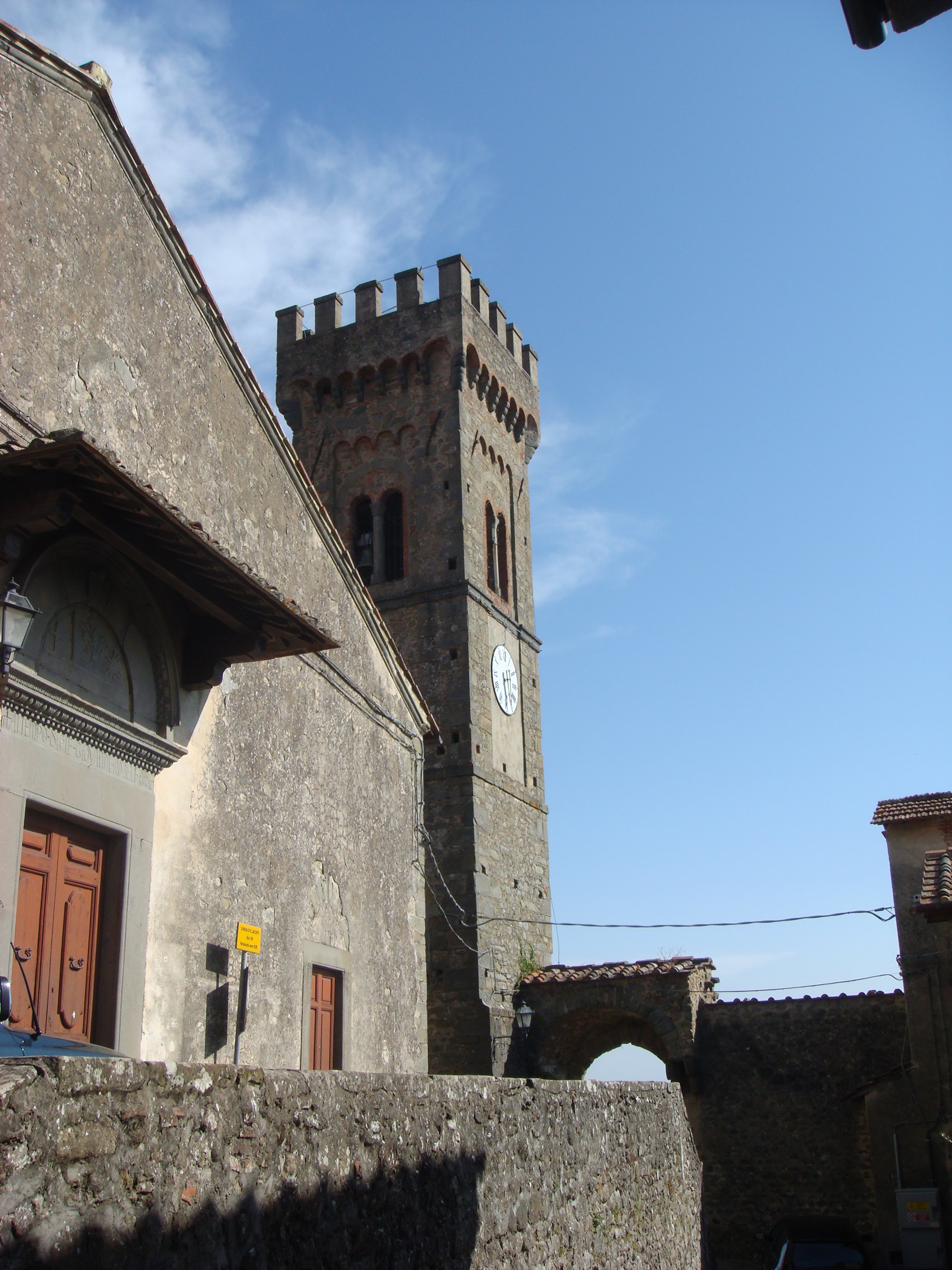
Cozzile – il Campanile
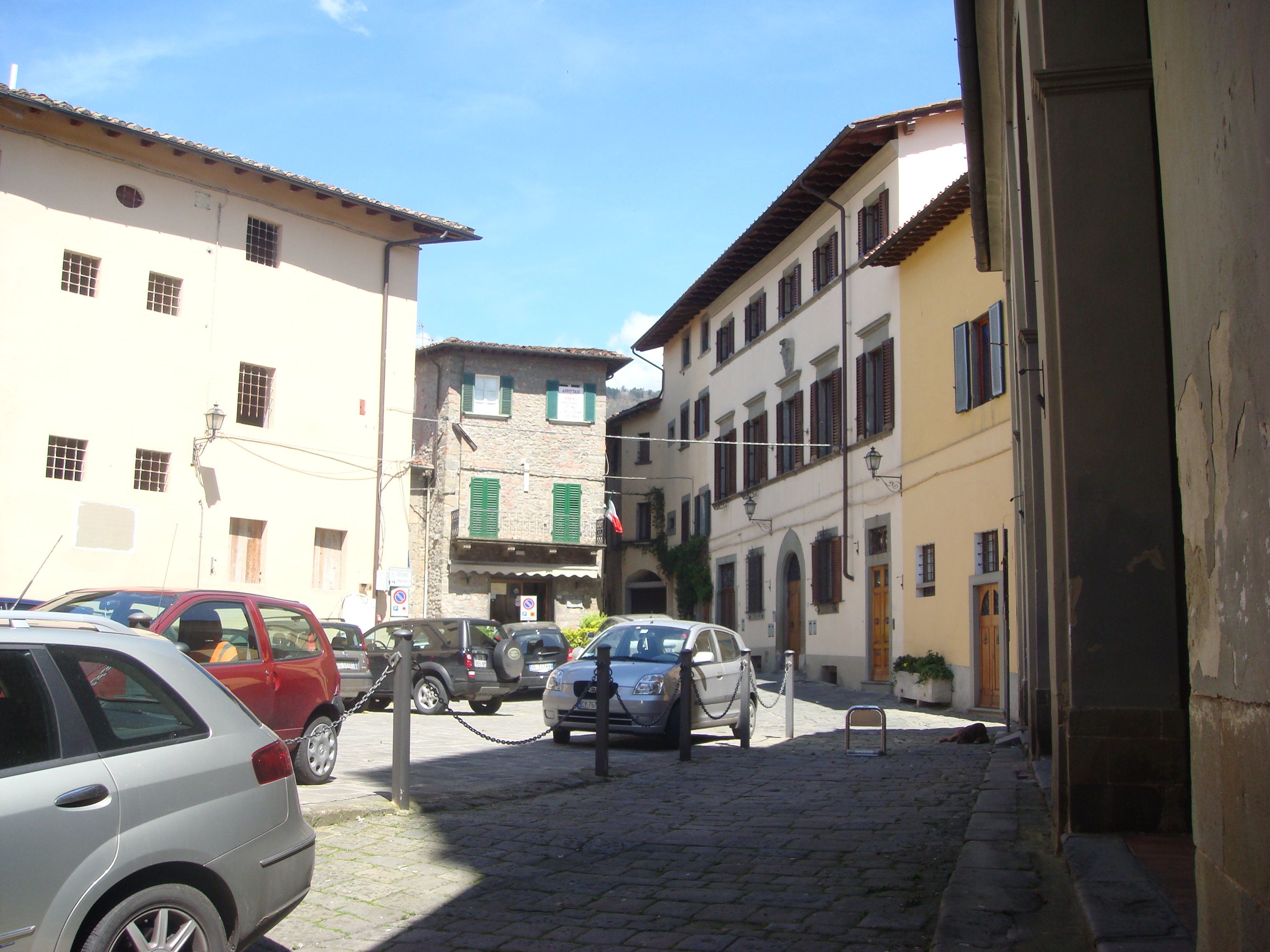
Massa – Piazza Cavour
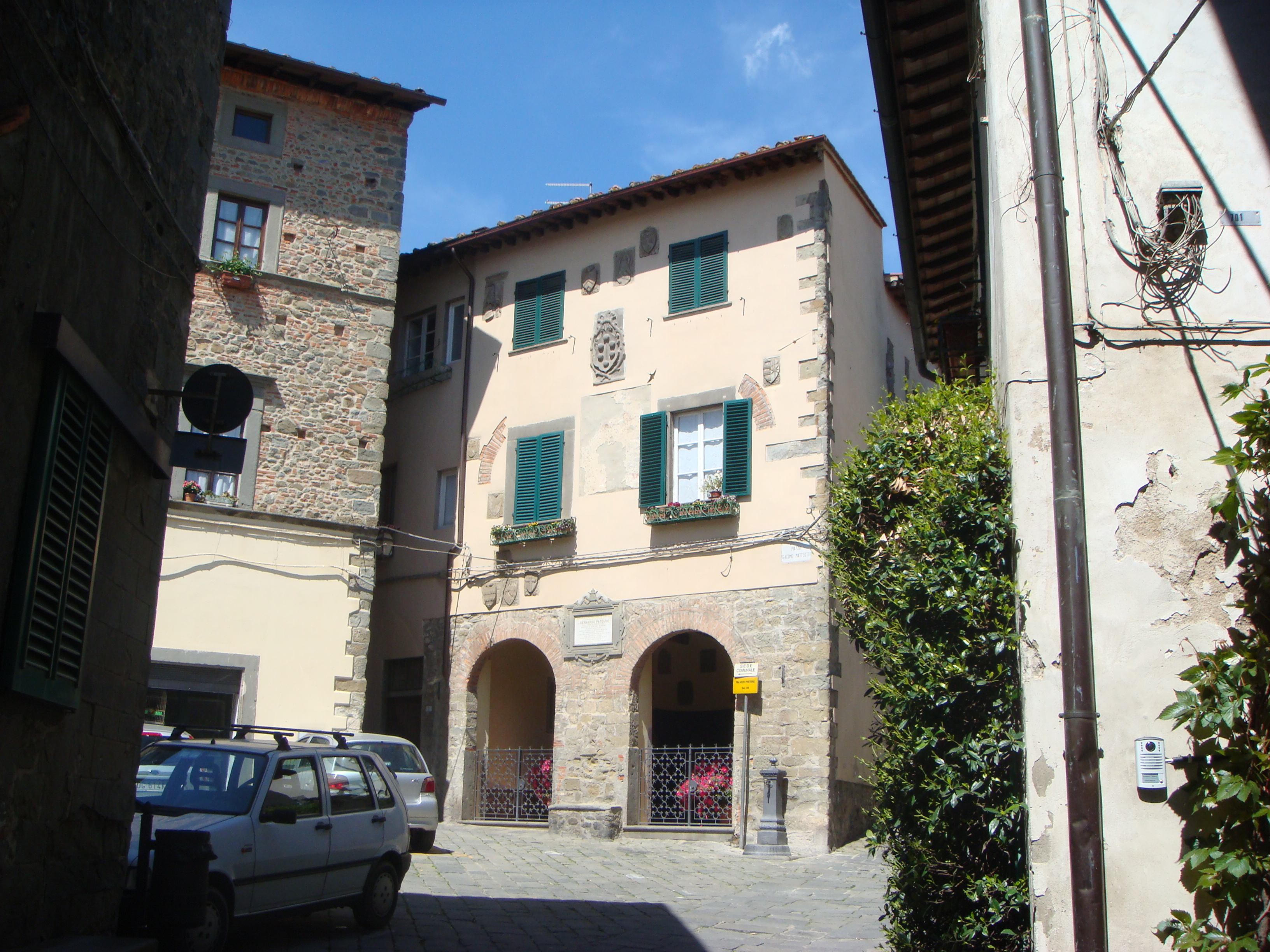
Palazzo Pretorio di Massa e Cozzile
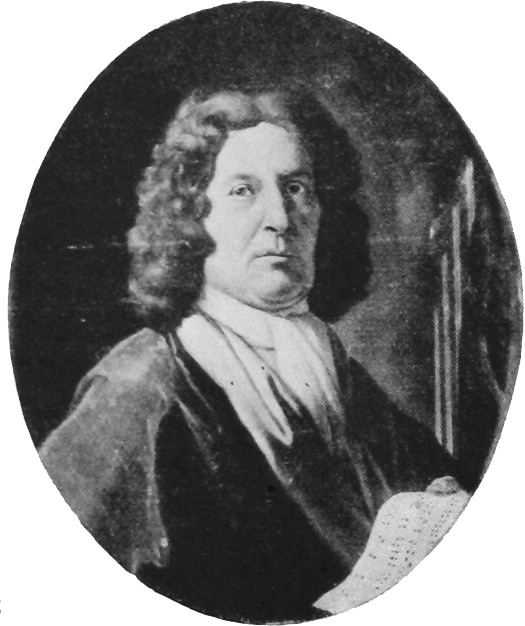
Bernardo Pasquini – compositore musicale barocco nato a Massa e Cozzile, a cui è intitolato l'Istituto Comprensivo Statale
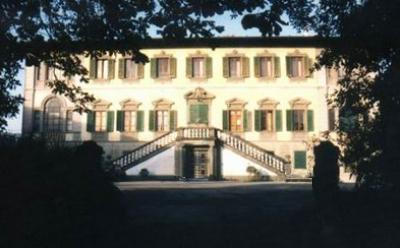
Villa Belvedere Ankuri-Pucci, situata nell'omonimo Parco Villa Ankuri